# 神勇雙響炮
《神勇雙響炮》（1984年）是香港一系列關於反黑組的喜劇電影之一，由吳耀漢、岑建勳和葉德嫻主演。片名依次為《神勇雙響炮》（1984年，嘉禾出品）、《雙龍出海》（1984年，德寶電影公司出品）、《智勇三寶》（1985年，德寶出品）和《雙龍吐珠》（1986年，德寶出品）。而另一套由嘉禾出品的官方續集《神勇雙響炮續集》，由於兩位主角和角色均和前作不同，在故事上並非《神勇雙響炮》系列。

## 劇情
黑幫首腦夏正毅走私販毒，無惡不作，但竟成為富豪。可惜警方缺乏證據拘捕他。夏有一本賬簿，記錄其全部非法勾當，由其情婦保管。奉命偵查的反黑組員貝多芳和阿秋，在辦案時惹來大串笑話，被上級斥罵。女警長安娜對阿秋情有獨鍾，經她的幫助，兩人找到線人姑爺文，夜訪夏之情婦，可惜兩人到遲一步，她已離奇死亡，兩人陷入困境。幸得美女阿梅及時協助兩人，他們誤打誤撞，將夏的一幫人一網打盡，成了神勇雙響炮。

## 角色
| 演 員          | 角 色            |
| 吳耀漢         | 吳阿秋           |
| 岑建勳         | 貝多芬           |
| 葉德嫻         | 安娜             |
| 于嘉希         | 阿梅             |
| 陳龍           | 夏正毅           |
| 張嘉年（太保） | 姑爺文           |
| 陳欣健         | 陳Sir            |
| 午馬           | 裝修工人         |
| 曾楚霖         | 警署職員         |
| 馮淬帆         | 清潔工（客串）   |
| 洪金寶         | 清潔工（客串）   |
| 秦祥林         | 清潔工（客串）   |
| 元彪           | 貨車司機（客串） |
| 成龍           | 交通警察（客串） |
| 火星           | 交通警察（客串） |
| 林正英         | 警察（客串）     |
| 锺發           | 神探             |
| 田俊           | 田Sir            |

## 評價
1984年的張同祖執導，吳耀漢、岑建勳、陳欣健和葉德嫻主演的電影《神勇雙響炮》，是八十年代警匪喜劇之經典。其中吳耀漢及岑建勳扮飾的反黑組孖寶吳阿秋和貝多芬更深入民心，之後更開拍了延續篇雙龍出海、智勇三寶、雙龍吐珠。
吳耀漢、岑建勳與洪金寶、秦祥林、馮淬帆於1983年參與奇謀妙計五福星演出，在該片當任清潔公司成員，亦於神勇雙響炮邀請洪金寶、秦祥林、馮淬帆客串演出。

## 外部連結
- 香港影庫上《神勇雙響炮》的資料（繁體中文）
- 開眼電影網上《神勇雙響炮》的資料（繁體中文）
- 豆瓣电影上《神勇雙響炮》的資料 （简体中文）
- 时光网上《神勇雙響炮》的資料（简体中文）
- AllMovie上《神勇雙響炮》的资料（英文）
- 互联网电影数据库（IMDb）上《神勇雙響炮》的资料（英文）